# 아유르베다

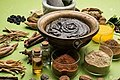

아유르베다 (데바나가리: आयुर्वेद, Ayurveda) 또는 아유르베다 약은 고대 인도 힌두교의 대체 의학 체계였다. 오늘날에도 인도, 네팔과 스리랑카에 매우 일반적이며 수백만명에 의해 사용된다. 아유르베다는 서방에서도 인기를 얻고 있다. 이유르베다의 뜻은 삶의 지혜 내지는 생명과학이라는 뜻이다.
체라카 삼히타에 의하면 삶은 육체, 감각 기관, 정신과 영혼의 조합으로 정의된다.

## 같이 보기
- 침술
- 아슈빈
- 약사여래
- 동종요법